# Sisymbrium officinale
L'erisimo (Sisymbrium officinale (L.) Scop.), noto anche come erba cornacchia comune o erba dei cantanti, è una pianta appartenente alla famiglia delle Brassicacee.
È comune nei terreni incolti e vicino ai centri abitati in tutta Europa e Africa.
Di essa si cibano comunemente larve di alcuni Lepidoptera, come la cavolaia minore (Pieris rapae).
Introdotta in continente americano si è rapidamente diffusa come specie infestante.

## Usi

### Cucina
È comunemente coltivata in Europa per foglie e semi. È spesso usata come condimento in Nord Europa (specialmente Danimarca, Norvegia e Germania).
Le foglie hanno un gusto amaro di cavolo e sono usate per aromatizzare le insalate o come verdura cotta. I semi sono utilizzati nella produzione della mostarda in Europa.

### Medicina tradizionale
I Greci ritenevano fosse una medicina contro tutti i veleni. È detta anche "erba dei cantanti", poiché risolve problemi di gola come afonia e raucedine. Se ne utilizzano in erboristeria le infiorescenze e le foglie.